# 巴克牧場 (科羅拉多州)
巴克牧場（英語：Bark Ranch）是位於美國科羅拉多州圓石縣的一個人口普查指定地區。

## 地理
巴克牧場的座標為40°07′02″N 105°26′21″W / 40.11722°N 105.43917°W，而該地最高點為海拔高度2600米（即8500英尺）。

## 人口
根據2010年美國人口普查的數據，巴克牧場的面積為2.26平方千米，當中陸地面積為2.23平方千米，而水域面積為0.03平方千米。當地共有人口213人，而人口密度為每平方千米94人。